# Bronx Zoo
Bronx Zoo – jeden z najstarszych i największych ogrodów zoologicznych w Stanach Zjednoczonych, którego początki sięgają końca XIX wieku. Ogród położony jest w dzielnicy Bronx, w Nowym Jorku. Zajmuje obszar 107 ha (265 akrów). Jeden z czterech obok: Central Park Zoo, Prospect Park Zoo i Qeens Zoo tego rodzaju ośrodków w metropolii Nowego Jorku. Ogród należy do Stowarzyszenia Ogrodów Zoologicznych i Akwariów (AZA). 

## Historia

### Początki ogrodu

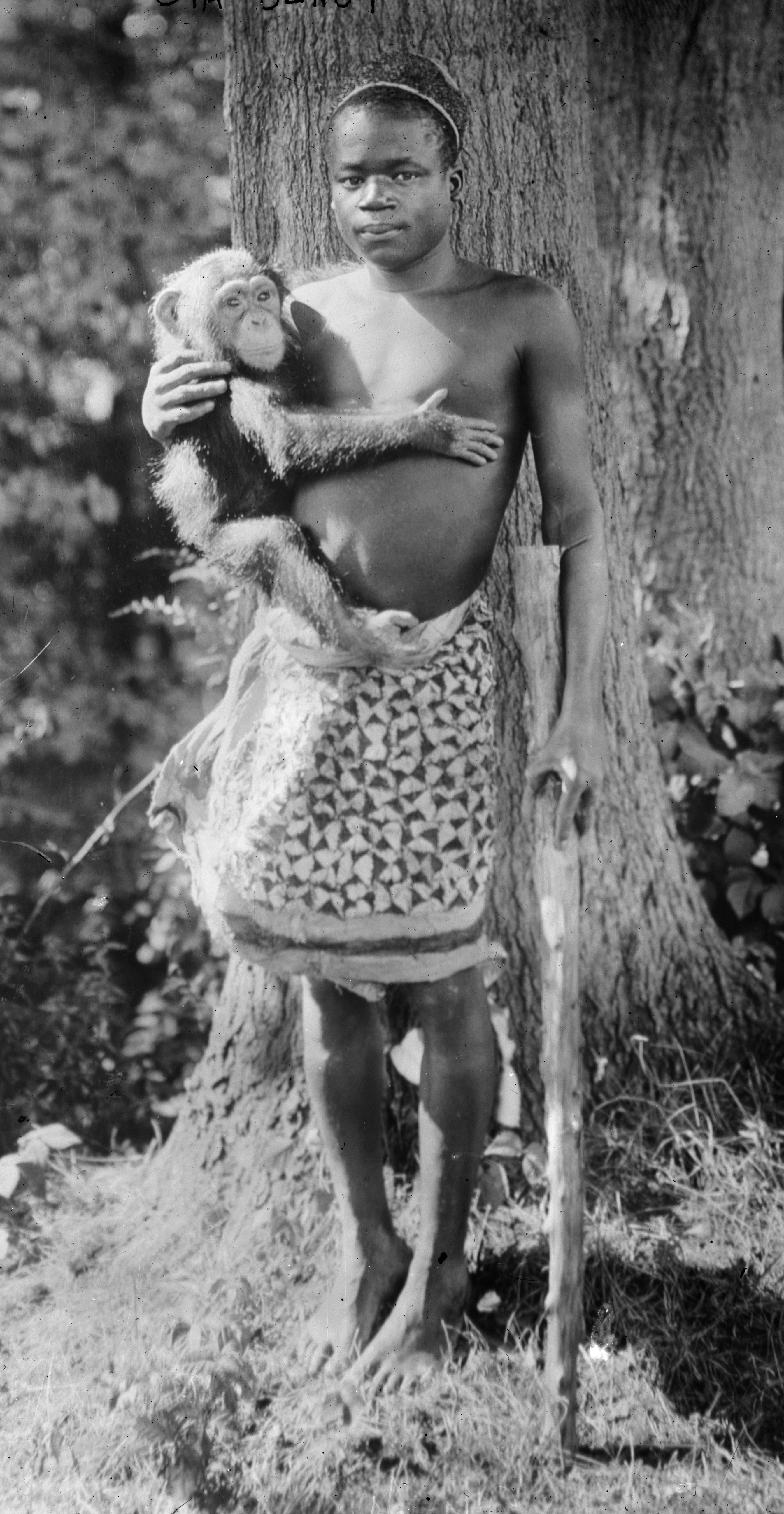
Ota Benga w Bronx Zoo w 1906

W 1898 miasto Nowy Jork przydzieliło 250 akrów Bronx Park – Nowojorskiemu Towarzystwu Zoologicznemu (ang. Zoological Society) na budowę ogrodu w celu ochrony rodzimych zwierząt oraz promowanie zoologii. Bronx Zoo otwarto dla publiczności 8 listopada 1899. Ogród położony jest w większości na terenie lasu mieszanego, z mnóstwem łąk, skał, rozległych jezior i wodospadów. Z ogrodem był związany Madison Grant, a swoje rysunki tworzyła tu Anna Hyatt Huntington. W 1906 w pawilonie małp prezentowano jako eksponat, kongijskiego pigmeja Ota Bengę. Wystawa nie trwała długo, gdyż niemal natychmiast wybuchł skandal, podsycany oburzeniem czarnoskórych duchownych – wielebny James H. Gordon powiedział: Uważamy, że nasza rasa jest wystarczająco przygnębiona, bez wystawiania jednego z nas z małpami.

### Dalsze lata
W 1941 otwarto African Plains, 4-akrowy (1,6 ha) wybieg otoczony fosą, na którym znajdują się duże grupy zwierząt w naturalnym otoczeniu. W latach 60. XX wieku przeprowadzono renowację zoo. W 1969 otwarto pierwszy na świecie pawilon zwierząt nocnych World of Darkness, a w 1972 pawilon ptaków The World of Birds. W 1985 oddano do użytku publiczności budynek JungleWorld z przeszkloną rekonstrukcją lasu deszczowego Azji Południowo-Wschodniej. W 1999 powstał budynek Congo Gorilla (6,5 ha), prezentujący ekosystem lasów Afryki Środkowej, w tym grupę 20 goryli nizinnych oraz ptaki i bezkręgowce. Od 1999 Bronx Zoo przeznaczyło z biletów wstępu na ochronę zagrożonych gatunków zwierząt ponad 12,5 mln USD. W 2020 organizacja pozarządowa Wildlife Conservation Society, prowadząca Bronx Zoo, przeprosiła za rasizm w przeszłości ogrodu – w tym za pokazywanie w 1906 mężczyzny z Afryki Środkowej.

## Galeria

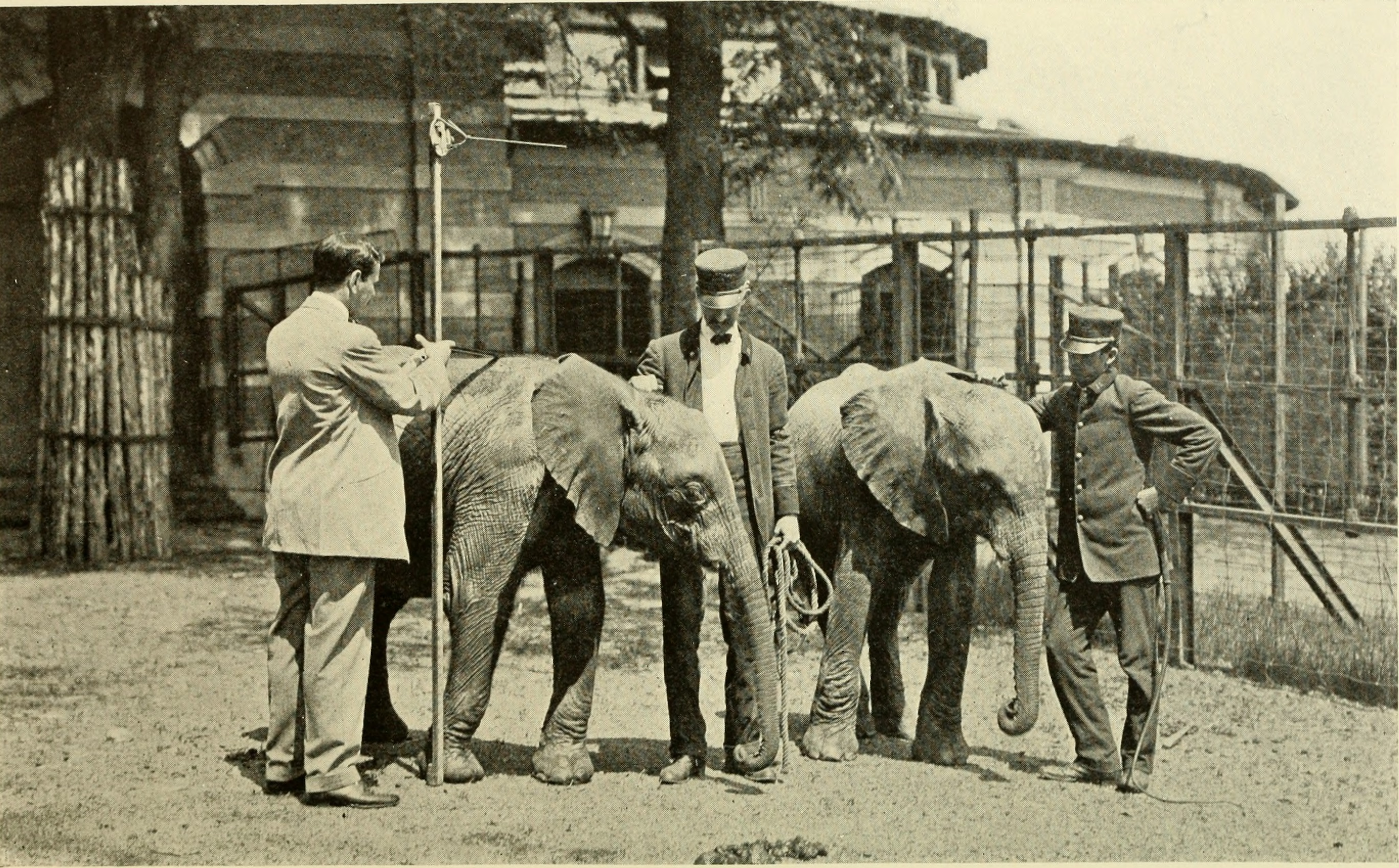
Bronx Zoo w 1907
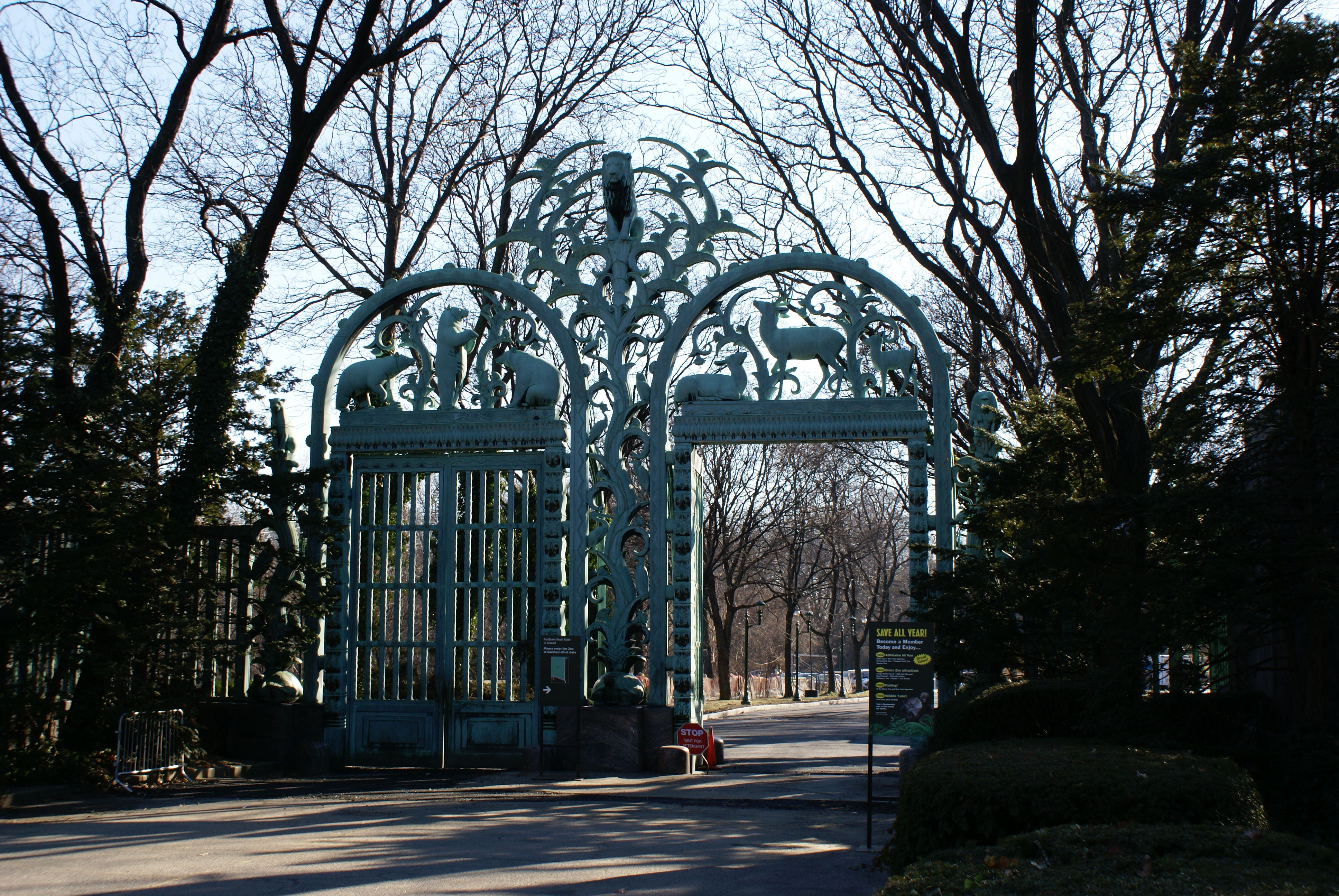
Zabytkowa brama – Rainey Memorial Gates
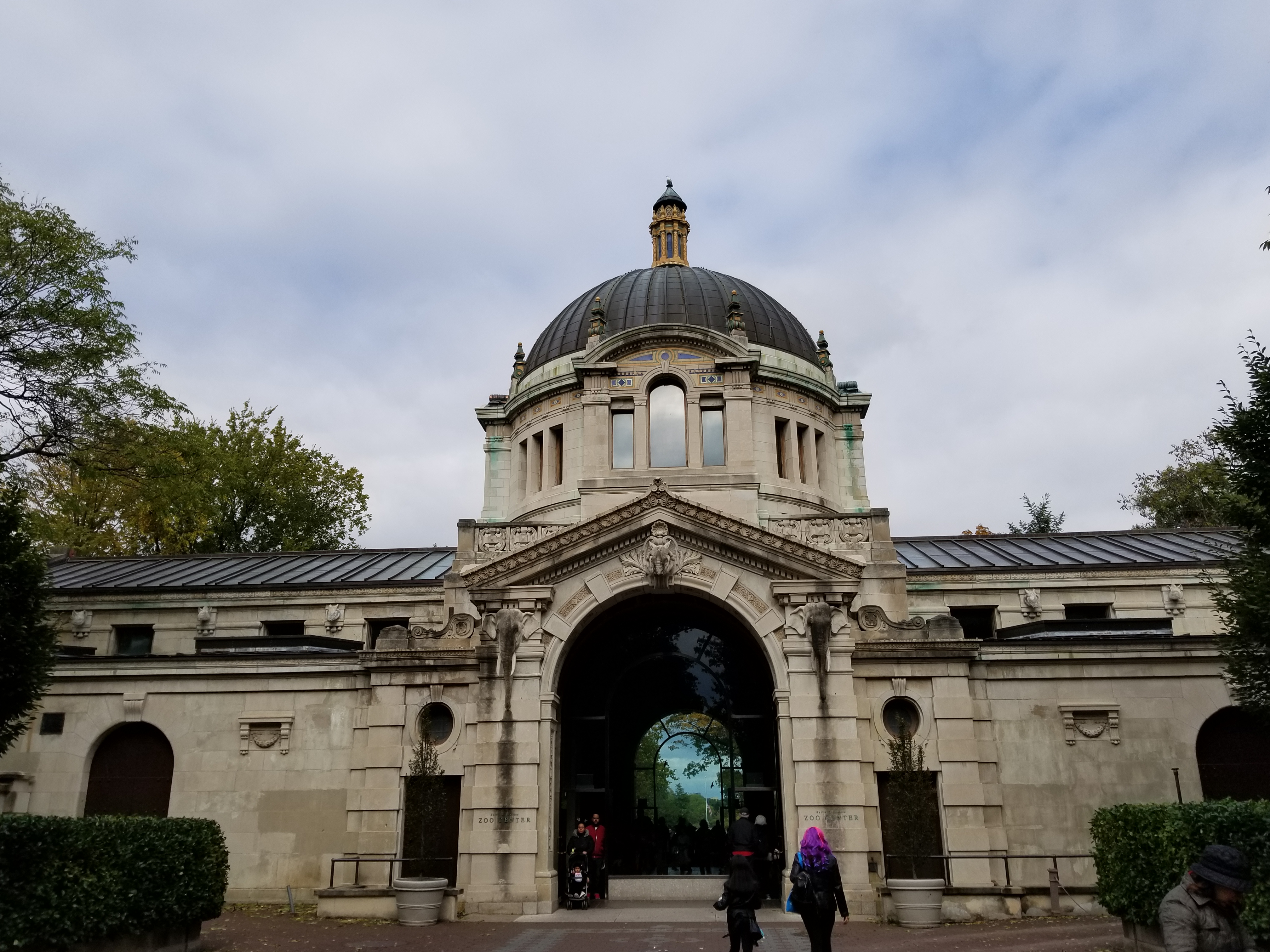
Jeden z okazałych pawilonów na terenie Bronx Zoo
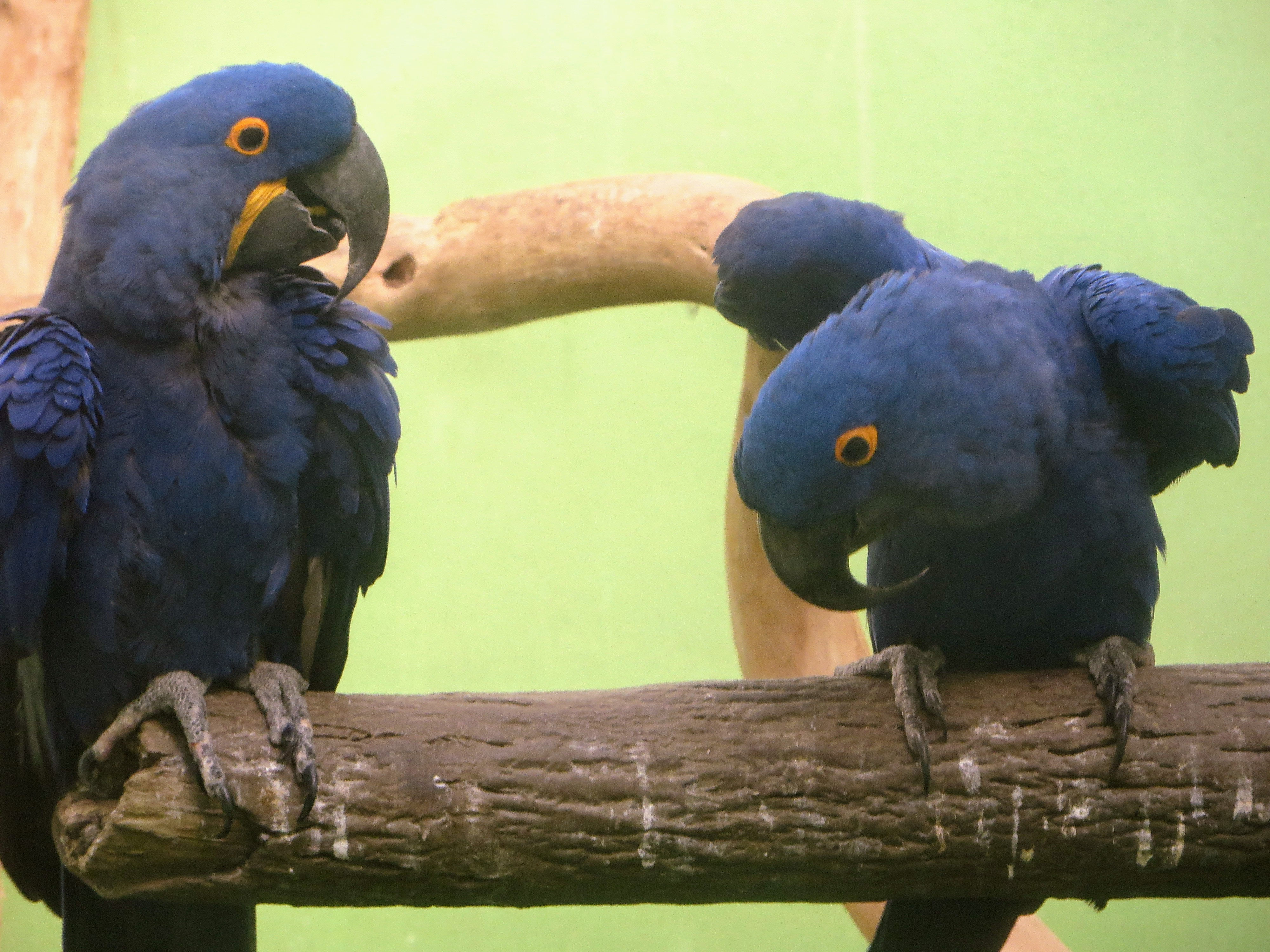
Modroara hiacyntowa (Anodorhynchus hyacinthinus)
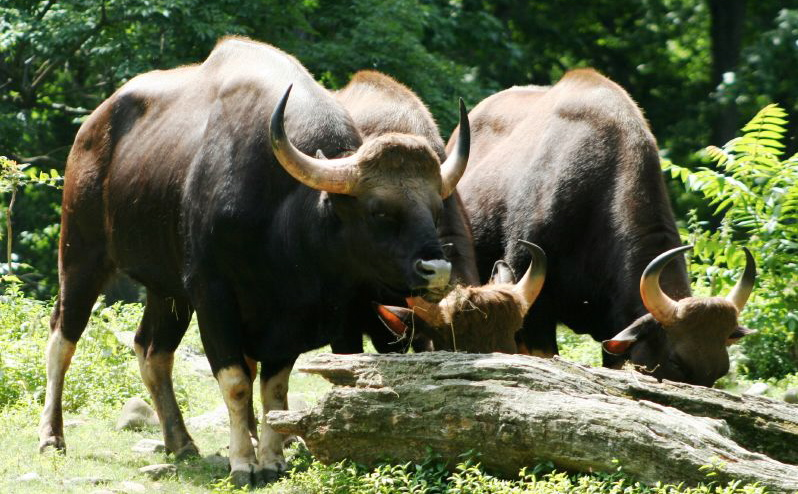
Gaur indyjski (Bos gaurus)
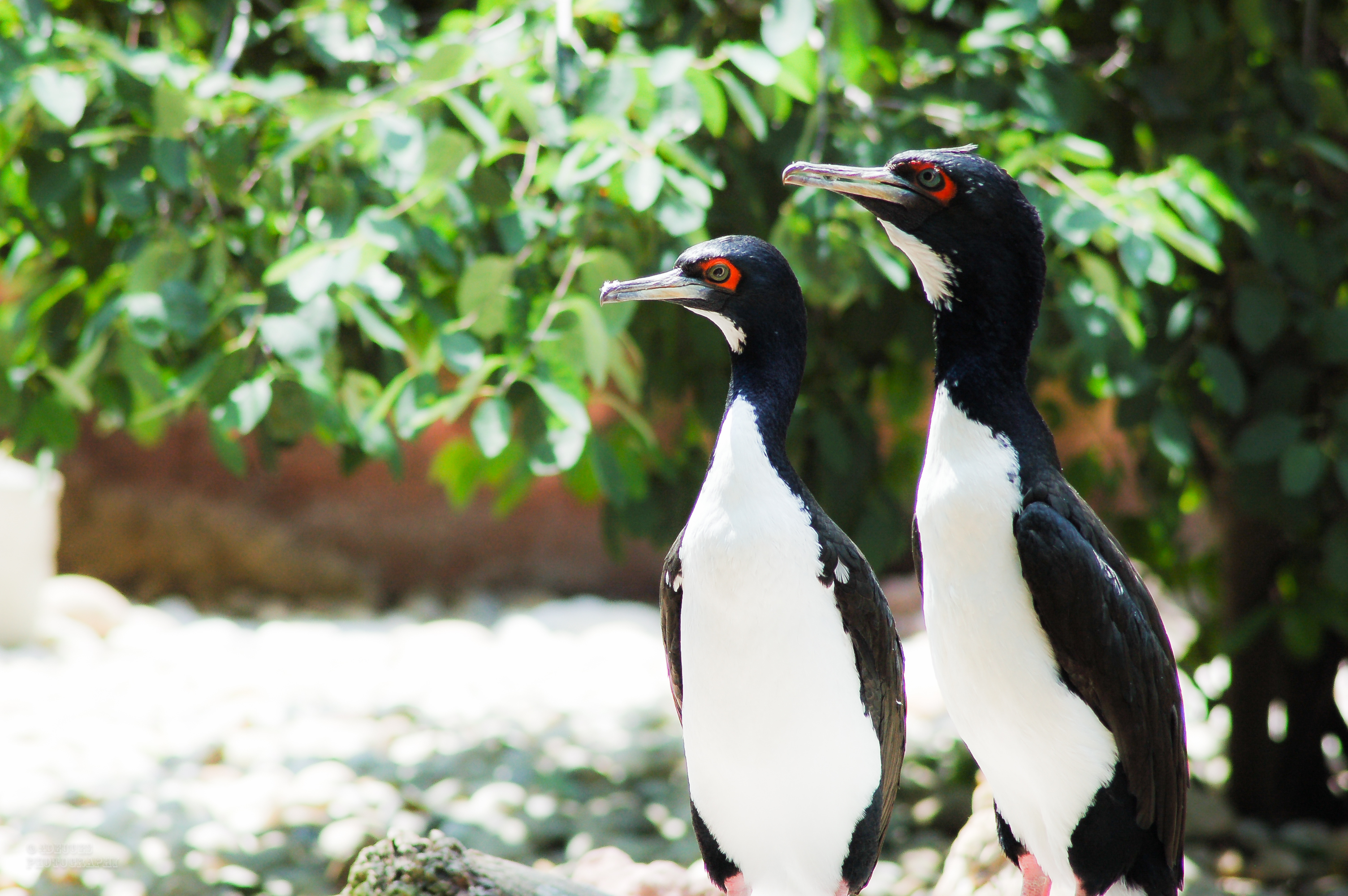
Kormoran peruwiański (Leucocarbo bougainvilliorum)